# Eriopyga thermistis
Eriopyga thermistis là một loài bướm đêm trong họ Noctuidae.